# Hugo Pérez
Hugo Leonardo Pérez (Avellaneda, 6 ottobre 1968) è un ex calciatore argentino, di ruolo centrocampista.

## Carriera
Pérez iniziò la sua carriera professionistica nel Racing Club nel 1987, dove giocò fino al 1991 collezionando 84 presenze e segnando 12 reti. Successivamente si trasferì al Ferro Carril Oeste, con cui disputò una stagione (1991-1992) totalizzando 36 presenze e 2 gol. Nel 1992 passò all'Club Atlético Independiente, dove rimase fino al 1994, contribuendo con 15 reti in 75 partite.
Nel 1994 si trasferì in Spagna per giocare con lo Sporting de Gijón, militando nella La Liga per tre stagioni e totalizzando 57 presenze e 5 gol. Concluse la carriera nel 1998 dopo una stagione con l'Estudiantes de La Plata, dove scese in campo 21 volte segnando una rete.

### Nazionale
A livello internazionale, Pérez fu convocato nella nazionale argentina tra il 1994 e il 1995, disputando 15 partite e segnando 2 gol. Partecipò alla Confederations Cup 1995, dove l'Argentina si classificò al secondo posto.

## Caratteristiche tecniche
Centrocampista centrale di piede destro, Pérez era noto per la sua grinta e determinazione in campo. Dotato di una buona visione di gioco, si distingueva per la capacità di recuperare palloni e per la precisione nei passaggi, contribuendo sia in fase difensiva che offensiva. La sua presenza fisica e il temperamento deciso lo rendevano un punto di riferimento nel centrocampo delle squadre in cui ha militato.